# Runebergprisen
Runebergprisen er en litteraturpris som uddeles i Finland. Prisen er en af de mest prestigefyldte i landet. Prisen blev første gang uddelt i 1987 på Johan Ludvig Runebergs fødselsdag den 5. februar. Prisen er nu på 10.000 euro.
Prisen finansieres af Borgå by og avisen Uusimaa og foreningerne Suomen Kirjailijaliitto, Suomen arvostelijain liitto og Finlands svenske forfatterforening.

## Modtagere af Runebergprisen
| År   | Modtager                   | Værk                                                   |
| ---- | -------------------------- | ------------------------------------------------------ |
| 1987 | Kari Aronpuro              | Kirjaimet tulevat                                      |
| 1988 | Sinikka Tirkkonen          | Luvaton elämä                                          |
| 1989 | Timo Pusa                  | Tatuoitu sydän                                         |
| 1990 | Eeva Kilpi                 | Talvisodan aika                                        |
| 1991 | Aulikki Oksanen            | Henkivartija                                           |
| 1992 | Lars Sund                  | Colorado Avenue                                        |
| 1993 | Raija Siekkinen            | Metallin maku                                          |
| 1994 | Paavo Rintala              | Aika ja uni                                            |
| 1995 | Monika Fagerholm           | Underbara kvinnor vid vatten (Ihanat naiset rannalla)  |
| 1996 | Agneta Ara                 | Huset med de glömda dörrarna (Unohdettujen ovien talo) |
| 1997 | Hannu Aho                  | Kello 4.17                                             |
| 1998 | Ulla-Lena Lundberg         | Regn (Sade)                                            |
| 1999 | Mari Mörö                  | Kiltin yön lahjat                                      |
| 2000 | Tuula-Liina Varis          | Maan päällä paikka yksi on                             |
| 2001 | Juha Seppälä               | Suuret kertomukset                                     |
| 2002 | Risto Ahti                 | Vain tahallaan voi rakastaa                            |
| 2003 | Ranya ElRamly              | Auringon asema                                         |
| 2004 | Rakel Liehu                | Helene                                                 |
| 2005 | Zinaida Lindén             | I väntan på en jordbävning (Ennen maanjäristystä)      |
| 2006 | Riitta Jalonen             | Kuvittele itsellesi mies                               |
| 2007 | Sanna Ravi                 | Ansari                                                 |
| 2008 | Hannele Mikaela Taivassalo | Fem knivar hade Andrej Krapl                           |
| 2009 | Sofi Oksanen               | Puhdistus (oversat til dansk som Renselse 2010)        |
| 2010 | Kari Hotakainen            | Ihmisen osa                                            |
| 2011 | Tiina Raevaara             | En tunne sinua vierelläni                              |
| 2012 | Katja Kettu                | Kätilö                                                 |
| 2013 | Olli-Pekka Tennilä         | Yksinkeltainen on kaksinkeltaista                      |
| 2014 | Hannu Raittila             | Terminaali                                             |
| 2015 | Joni Skiftesvik            | Valkoinen Toyota vei vaimoni                           |
| 2016 | Tapio Koivukari            | Unissasaarnaaja                                        |
| 2017 | Peter Sandström            | Laudatur                                               |
| 2018 | Marjo Niemi                | Kaikkien menetysten äiti                               |
| 2019 | Heikki Kännö               | Sömnö                                                  |
| 2020 | Ralf Andtbacka             | Potsdamer Platz. En dikt                               |
| 2021 | Marisha Rasi-Koskinen      | Rec                                                    |
| 2022 | Quynh Tran                 | Skugga och svalka                                      |
| 2023 | Marja Kyllönen             | Vainajaiset                                            |
| 2024 | Peter Mickwitz             | Misslyckad i en uggla                                  |